# Apocalipse de Pseudo-Metódio
O Apocalipse de Pseudo-Metódio é um texto apocalíptico que moldou a imaginação escatológica do Cristianismo durante a Idade Média. A obra foi escrita em língua siríaca no final do século VII dC, em resposta à conquista islâmica do Oriente Próximo e é falsamente atribuída ao grande bispo da Igreja Metódio.

## O texto
O Apocalipse apresenta muitos temas familiares da escatologia cristã: a ascensão e o governo do anticristo, as invasões de Gogue e Magogue e as tribulações que precederam o fim do mundo.
Um novo elemento, provavelmente inspirado na Sibila Tiburtina, foi um Último imperador romano messiânico, que seria uma figura central na literatura apocalíptica até o final do período medieval. A obra foi traduzida para o grego logo após ter sido composta e dali para o latim (por volta do século VIII dC), eslavônico, russo, armênio e árabe.
A data precisa é difícil de indicar. As datas propostas pelos historiadores recentes caem entre 644 e 691 dC .